# Gondolj rám
A Gondolj rám 2014-ben forgatott, 2016-ban bemutatott színes, magyar filmszatíra, amit Kern András rendezett, Vámos Miklós Halhatatlan című novellájából.

## Történet
Borlai Miklós köztiszteletben álló, kiváló családi életet élő orvos, aki napra pontosan meg tudja mondani, hogy mennyi ideje van hátra a betegnek. Egyik nap azonban nála állapítják meg, hogy halálos beteg, és mintegy fél éve van hátra. Miklós ezért elhatározza, hogy megutáltatja magát mindenkivel, hogy hozzátartozóinak ne okozzon nagy fájdalmat a halála. A terve sikerül, csak éppen az a baj, hogy várva várt halála nem következik be.

## Szereplők
- Kern András – Dr. Borlai Miklós
- Eszenyi Enikő – Gyöngyi, a felesége
- Elekes Emma – Borlai Miklós anyja
- Rajhona Ádám – Após
- Börcsök Enikő
- Liptai Claudia – Kati
- Szilasi Blanka – Juli
- Elek Ferenc – Weichner
- Papp János – igazgató
- Majsai-Nyilas Tünde
- Törőcsik Franciska – Tóth F. Krisztina
- Fesztbaum Béla
- Cserna Antal
- Bereczki Zoltán
- Puskás Tamás
- Zsurzs Kati
- Hajdu István (Steve)
- Szabó Éva
- Egri Márta
- Dobos Judit
- Tasnádi Bence
- Mészáros Máté
- Éless Béla
- Józsa Imre
- Borbás Gabi
- Uri István
- Dengyel Iván
- Galkó Balázs